# HMS Javelin (F61)
Le HMS Javelin est un destroyer de classe J en service dans la Royal Navy pendant la Seconde Guerre mondiale.
Le Javelin est mis sur cale aux chantiers navals John Brown & Company de Clydebank (Écosse) le 11 octobre 1937, il est lancé le 21 décembre 1938 et mis en service le 10 juin 1939.

## Historique
En mai 1940, durant l'opération Dynamo, le Javelin participe aux opérations de sauvetage des survivants du SS Abukir,.
À la fin de novembre 1940, la 5e flottille de destroyers, composée des HMS Jupiter, Javelin, Jackal et Jersey, dirigée par le capitaine Louis Mountbatten, opéra au large de Plymouth, en Angleterre. La flottille engagea les destroyers allemands Hans Lody, Richard Beitzen, et Karl Galster, au cours duquel il fut attaqué par des tirs de torpilles et d'artillerie des destroyers allemands, perdant une partie de sa proue et de sa poupe. À peine 47 mètres de sa longueur initiale de 108 mètres demeura à flot lorsqu'il fut remorqué jusqu'au port. Les réparations dureront plus d'un an.
Le Javelin participa à l'assaut sur Madagascar (opération Ironclad) en mai 1942.
En juin 1942, il participa à l'opération avortée « Vigorous » visant à livrer un convoi de ravitaillement à Malte. Le Javelin et le HMS Kelvin détruisirent une flottille de petits navires italiens dans la nuit du 19 janvier 1943, événement connu sous le nom de Bataille de Zouara.
Le Javelin est vendu pour démolition le 11 juin 1949, puis mis au rebut à Troon, en Écosse.